# Буенос-Айреська архідіоцезія
Буе́нос-А́йреська архідіоце́зія (лат. Archidioecesis Bonaërensis; ісп. Arquidiócesis de Buenos Aires) — архідіоцезія Римо-католицької церкви з центром у місті Буенос-Айрес, столиці Аргентини. Включає до свого складу острів Мартін Гарсія та місто Буенос-Айрес. Очолюється архієпископами Буенос-Айреськими. Головний храм — Кафедральний собор святої Трійці. З 28 березня 2013 року архієпископом Буенос-Айреса є Маріо Ауреліо Полі. Також — Буенос-Айреське архієпископство.

## Історія
6 квітня 1620 року Святий Престол заснував діоцезію в Буенос-Айресі, виділивши її з території діоцезії Парагваю (нині — архідіоцезія Асунсьйона). Первинно вона була суффраганною до архідіоцезії Ла-Плата-о-Шаркаса (нині — архідіоцезія  Сукре).
1830 року й 13 червня 1859 року поступилась частинами своєї території на користь заснування відповідно апостольського вікаріату Монтевідео та діоцезії Парани (нині — архідіоцезія Парани).
5 березня 1865 року набула рангу митрополії на підставі булли Immutabili Папи Пія IX.
15 лютого 1897 року й 20 квітня 1934 передала частину своєї території на користь заснування діоцезії Ла-Плати (нині — архідіоцезія  Ла-Плати) та В'єдми).
29 січня 1936 року Папа Пій XI надав архієпископам Буенос-Айреса титул Примаса Аргентини.

## Ординарії

### Єпископи
- Педро Карранса Салінас, кармеліти — (30 березня 1620 — 29 лютого 1632);
- Крістобаль де Аресті Мартінес де Агілар, бенедиктинці — (3 грудня 1635–1641);
- Крістобаль де ла Манча-і-Веласко, домініканці — (31 серпня 1641 — 4 липня 1673);
- Антоніо де Аскона Умберто — (9 травня 1676 — 19 лютого 1700);
- Габріель де Аррегуй-і-Гутьєрес, міноріти — (23 червня 1712 — 14 січня 1716, названий єпископом Куско);
- Педро де Фахардо, Трінітарії — (22 травня 1713 — 16 грудня 1729);
- Хуан де Аррегуй-і-Гутьєрес, міноріти — (22 листопада 1730 — 19 грудня 1736);
- Хосе де Перальта Барріонуево-і-Роча Бенавідес — (19 травня 1738 — 14 червня 1746, названий єпископом Ла-Паса);
- Хосе Каетано Пачеко-і-Карденас (19 вересня 1746 – 3 березня 1747)
- Каетано Марсельяно-і-Аграмонт — (23 січня 1749 — 23 травня 1757, названий єпископом Трухільйо);
- Хосе Антоніо Басурко-і-Геррера — (2 квітня 1757 — 5 лютого 1761);
- Мануель Антоніо де ла Торре — (14 червня 1762 — 20 жовтня 1776);
- Себастіан Мальвар-і-Пінто, міноріти — (19 жовтня 1777 — 15 грудня 1783, названий архієпископом Сантьяго-де-Компостели);
- Мануель Асамор-і-Рамірес — (27 січня 1785 — 2 жовтня 1796);
- Педро Іносенсіо Бехарано Мартінес — (3 липня 1797 — 23 лютого 1801, названий єпископом Сігуенси);
- Беніто Луе-і-Р'єга — (9 серпня 1802 — 22 березня 1812);
  - Sede vacante (1812—1829);
- Маріано Медрано-і-Кабрера — (7 жовтня 1829 — 7 квітня 1851);
  - Sede vacante (1851—1854).

### Архієпископи
- Маріано Хосе де Ескалада Бустільйо-і-Себальйос — (23 червня 1854 — 28 липня 1870);
  - Sede vacante (1870—1873);
- Федеріко Леон Анейрос — (25 липня 1873 — 3 вересня 1894);
- Уладіслао Хав'єр Кастельяно — (12 вересня 1895 — 6 лютого 1900);
- Маріано Антоніо Еспіноса — (24 серпня 1900 — 8 квітня 1923);
  - Sede vacante (1923—1926);
- Хосе Марія Боттаро-і-Ерс, міноріти — (9 вересня 1926 — 20 липня 1932);
- Сантьяго Луїс Копельйо — (20 вересня 1932 — 25 березня 1959);
- Фермін Еміліо Лафітте — (25 березня 1959 — 8 серпня 1959);
- Антоніо Каджіано — (15 серпня 1959 — 22 квітня 1975);
- Хуан Карлос Арамбуру — (22 квітня 1975 — 10 липня 1990);
- Антоніо Кваррасіно — (10 липня 1990 — 28 лютого 1998);
- Хорхе Маріо Бергольйо, єзуїти, — (28 лютого 1998 — 13 березня 2013) — обраний римським папою під ім'ям Франциск;
- Маріо Ауреліо Полі — (28 березня 2013 — 26 травня 2023);
- Хорхе Ігнасіо Гарсія Куерва[en] (з 26 травня 2023).